# Johann Georg Ahle
Johann Georg Ahle (getauft 12. Juni 1651 in Mühlhausen/Thüringen; † 2. Dezember 1706 ebenda) war ein deutscher Komponist, Organist, Dichter sowie evangelischer Kirchenmusiker.

## Leben
Er erhielt bereits früh eine musikalische Ausbildung durch seinen Vater Johann Rudolph Ahle, seines Zeichens ebenfalls Komponist und Organist.

Nach dem Tod seines Vaters im Jahre 1673 trat er dessen Nachfolge als Kantor und Organist an der Divi-Blasii-Kirche in Mühlhausen an. Sein Nachfolger in diesem Amt wurde später Johann Sebastian Bach. Ebenso wie sein Vater wurde er zum Mitglied des Rates der Stadt Mühlhausen berufen.
1680 wurde ihm von Kaiser Leopold I. die Dichterkrone verliehen.
Sein kompositorisches Schaffen ist v. a. durch Arien (unter anderem vertonte er einige seiner eigenen Gedichte) sowie musikalische Umsetzungen von Gedichten und Liedern, z. B. von Johann Rist und Philipp von Zesen, gekennzeichnet. Ein Großteil seiner Werke gilt allerdings als verschollen.
Noch im Jahr 1744 zählte der Geograph und Universalgelehrte Johann Gottfried Gregorii den „kayserlich gekrönten Poeten“ Ahle genau wie Johann Sebastian Bach und einige Bachschüler zu den besten deutschen Organisten.

## Werke
- Die güldene Sonne bringt Leben und Wonne (Text: Philipp von Zesen; Melodie: Johann Georg Ahle 1671)
- Unstrutische Nachtigall

- Ach! Ach! ihr Augen, Ach! á 5, Der Gläubigen Adel und Würde bey Beerdigung des Johann Rudolph Ahlen den 11. Julij lauffendes 1673, Trauermusik, gedruckt bei Johann Hüter, Mühlhausen, 1673 RISM ID: 990000471
- Denen Edlen, WolEhrenvesten Groß-Achtbaren, Hoch- und Wolgelahrten, Hoch- und Wolweisen, Herren | Bürgermeistern,  H. Paul Adolph Rohtschiern und H. Christoph Bellstetten wie auch denen anderen des neuen Rahts wollöblichen Mitgliedern dieser Käyserlichen Freyen Reichs-Statt Mülhausen wollte bey dem den 8 Jenner angehenden 1675 Jahrs gehaltenem Kirchgange dieses Concertstükke bestehend in 4 Vocal=, 5 Instrumental= und 7 Capell=Stimmen samt dem BASSO CONTINUO gefälliger Gewohnheit nach glückwünschend überreichen und Absingen Johann Georg Ahle LL. St. | Mülhausen Gedrukkt mit Johann Hüters Schriften im Jahr 1675., Festmusik RISM ID: 1000000010

- Veni Sancte Spiritus oder Viris nobilissimis, amplissimis, et prudentissimis, Dn. Georgio Adamo Streccero, et Dn. Iohanni Helmboldo, ..., nec non caeteris novi senatus membris spectatissimis, post concionem inauguralem in aede B.M.V. VI. iduum januarii anni M. DC. LXXVI devote habitam, sceptra jam laudatae reipublicae capessentibus, concentum hunc sacrum gratulans offerre voluit Johannes Georgius Ahlenius, gedruckt bei Johann Hüter in Mühlhausen, 1676 OCLC 842463976

- Unstrutische Clio oder Musicalischer Mayenlust erster Theil, gedruckt bei Johann Hüter in Mühlhausen, 1676 OCLC 1228169442 RISM ID: 990000472
- Unstrutische Calliope oder Musicalischer Mayenlust zweyter Theil, gedruckt bei Johann Hüter in Mühlhausen, 1677 OCLC 1228168964 RISM ID: 990000473
- Unstrutische Erato oder Musicalischer Mayenlust dritter Theil, gedruckt bei Johann Hüter in Mühlhausen, 1677 OCLC 1228169137 RISM ID: 990000474
- Unstrutische Euterpe oder Musicalischer Mayenlust vierdter und letzter Theil, gedruckt bei Johann Hüter in Mühlhausen, 1678 OCLC 1228169827 RISM ID: 990000475
- Unstrutische Melpomene, begreiffend XII. neue vierstimmige Beht- Buß und Sterbelieder, Reinhart Gruneschneiter, Mühlhausen, 1678 RISM ID: 990000476
- E.E.E. und Hochw. Raths Verordnung : Wie das Danck- Lob- und Freuden-Fest Wegen Ihrer Römischen Käyserlichen Majestät Gebohrnen Printzen, [In der Käyserl. und des Heil. Reichs Stadt] Mühlhausen und dero Dorffschafften [mit Predigen, Gebet, und Dancksagung, auch lieblicher Music und erbaulichen Kirchen-Gesängen, hochfeyrlich begangen werden sol. [Dazu 1] Freudenlied, welches auf Obrigkeitlichen Befehl gesetzet und bey dem wegen des Ihrer Römischen Kaiserlichen [auch zu Hungarn und Böhmen Königlichen] Majestät neugebohrenen Erz-Herzoglichen Prinzen in seiner Kaiserlichen Freien Reichsstadt] Mühlhausen angestelten [und hochfeierlich begangenen] Dank- Lob- und Freudenfeste [mit hertzlicher bewunschseeligung] angestimmet, gedruckt bei Johann Hüter in Mühlhausen, 1678 OCLC 257598059
- „Auf Orgeln, auf Zimbeln“, Freudenlied, Aria à 7 [für S I, S II, trombetta I, trombetta II, trb I, trb II, trb III, bc] welches wegen des neugebohrenen Ertz-Herzoglichen Prinzen in Mühlhausen angestelten Freudenfeste angestimmet, Johann Hüter, Mühlhausen, 1678 RISM ID: 991012430
- Göttliche Friedensverheissung „Ach, wenn wird in unsern Landen“ welche mit singenden und klingenden stimmen ausgezieret und ... bei dem den 8. Jenners dieses anscheinenden 1679sten Heiljahres gehaltenem Kirchgange mit frohem bewunschseeligen überreicht und angestimmet, gedruckt bei Johann Hüters Witwe, 1679 OCLC 1228169841 RISM ID: 990000478
- Hüter ist die Nacht schier dahin, Kantate für vier Stimmen (Sopran, Alt, Tenor, Bass), Streicher (Zwei Violinen, zwei Violen, Bass), zwei Fagotte und Basso continuo RISM ID: 250007174
- Lobet den Herren denn er ist sehr freundlich, Kantate RISM ID: 250007175
- Unstruhtischer Apollo, begreiffend zehn Sonderbahre Vest- Lob- Dank- und Freudenlieder, gedruckt bei Johan Hüters Witwe im Jahre 1681 RISM ID: 990000477
- Als der ... Herr Sebastian Vokkerod ... und die ... Jungfer Eve Marie ... ihr Hochzeitliches Ehrenfest, den 20. des Brachmohndes itzlauffenden 1681 Jahres, frölich begingen, stimmete folgendes Sing- und Klingestüklein (Wohl dem, der ein tugendsam Weib hat) glükwündschend an, für Gesang, Trombetta, zwei Gamben und Basso continuo,  gedruckt bei Johann Hüter in Mühlhausen, 1681 OCLC 1006736966[Digitalisat 1] RISM ID: 990000480
- Als die zum zweiten mahl aufgehende Herren Bürgermeister dieser Stadt Mühlhausen Herr Kunrath Mekbach und Herr Benjamin Rülke, benebst den sämtlichen ihres Rathes groß- und wohlansehnlichen Mitgliedern, die den 9 des Jenners itz begonnenen 1682 Jahres in unserer Lieben Frauen Kirche gehaltene Rahtspredigt hatten angehöret, lies darauf hiesigen in Reime gebrachten und mit Sing- und Klingstimmen bezierten 91 Psalmen (Wer gnädig wird beschützet) glükwundschend erschallen., Johann Hüter Witwe, 1682 RISM ID: 990000481
- Drei neue vierstimmige Behtlieder an den DreiEinigen Gott/ um gnädige beschirmung für der zu dieser zeit hin und wieder sich einschleichenden grausamen Pest auf bußfärtiger Hertzen begehren gesetzet und herfürgegeben, gedruckt bei Johann Hüters Witwe in Mühlhausen, 1681OCLC 931449290[Digitalisat 2] RISM ID: 990000479
- Johan Georg Ahlens Unstruhtinne, oder musikalische Gartenlust, welcher beigefügt sind allerhand ergetz- und nützliche Anmerkungen, gedruckt in Mühlhausen/Thüringen, 1687 OCLC 186807783
- Musikalisches Frühlings-, Sommer-, Herbst- und Wintergespräch
- Veni sancte spiritus in F-Dur für zwei Soprane, Alt, Tenor, Bass,  Chor, zwei Violinen, drei Posaunen und Basso continuo RISM ID: 452002095

## Digitalisate
1. ↑  Als der ... Herr Sebastian Vokkerod ... und die ... Jungfer Eve Marie ... ihr Hochzeitliches Ehrenfest, den 20. des Brachmohndes itzlauffenden 1681 Jahres, frölich begingen, stimmete folgendes Sing- und Klingestüklein (Wohl dem, der ein tugendsam Weib hat) glükwündschend an als Digitalisat in der Staatsbibliotheke Berlin
2. ↑  Drei neue vierstimmige Behtlieder an den DreiEinigen Gott/ um gnädige beschirmung für der zu dieser zeit hin und wieder sich einschleichenden grausamen Pest auf bußfärtiger Hertzen begehren gesetzet und herfürgegeben als Digitalisat der Berliner Staatsbibliothek